# Funcke & Hueck

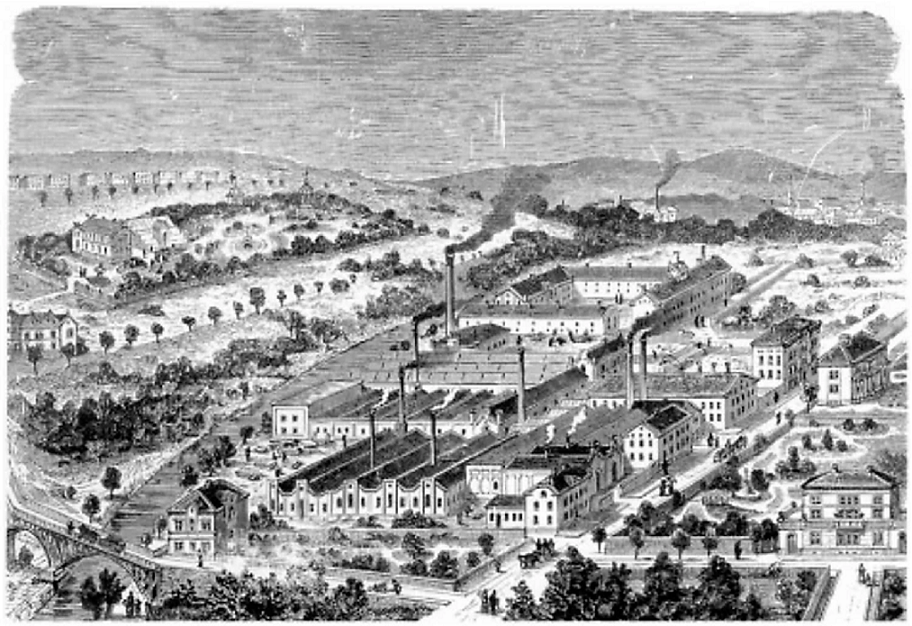
Funcke & Hueck um 1875

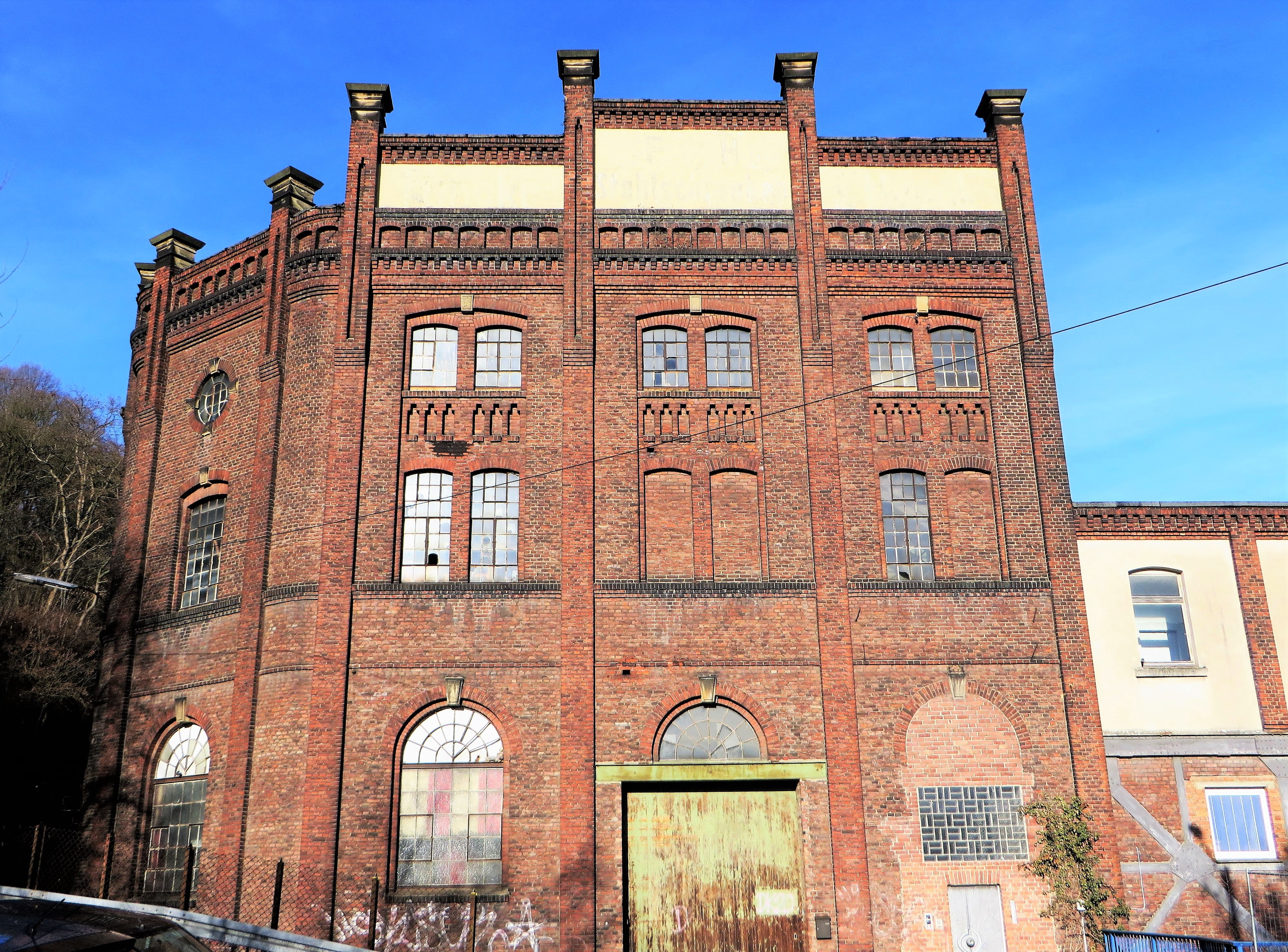
Schraubenfabrik Funcke & Hueck

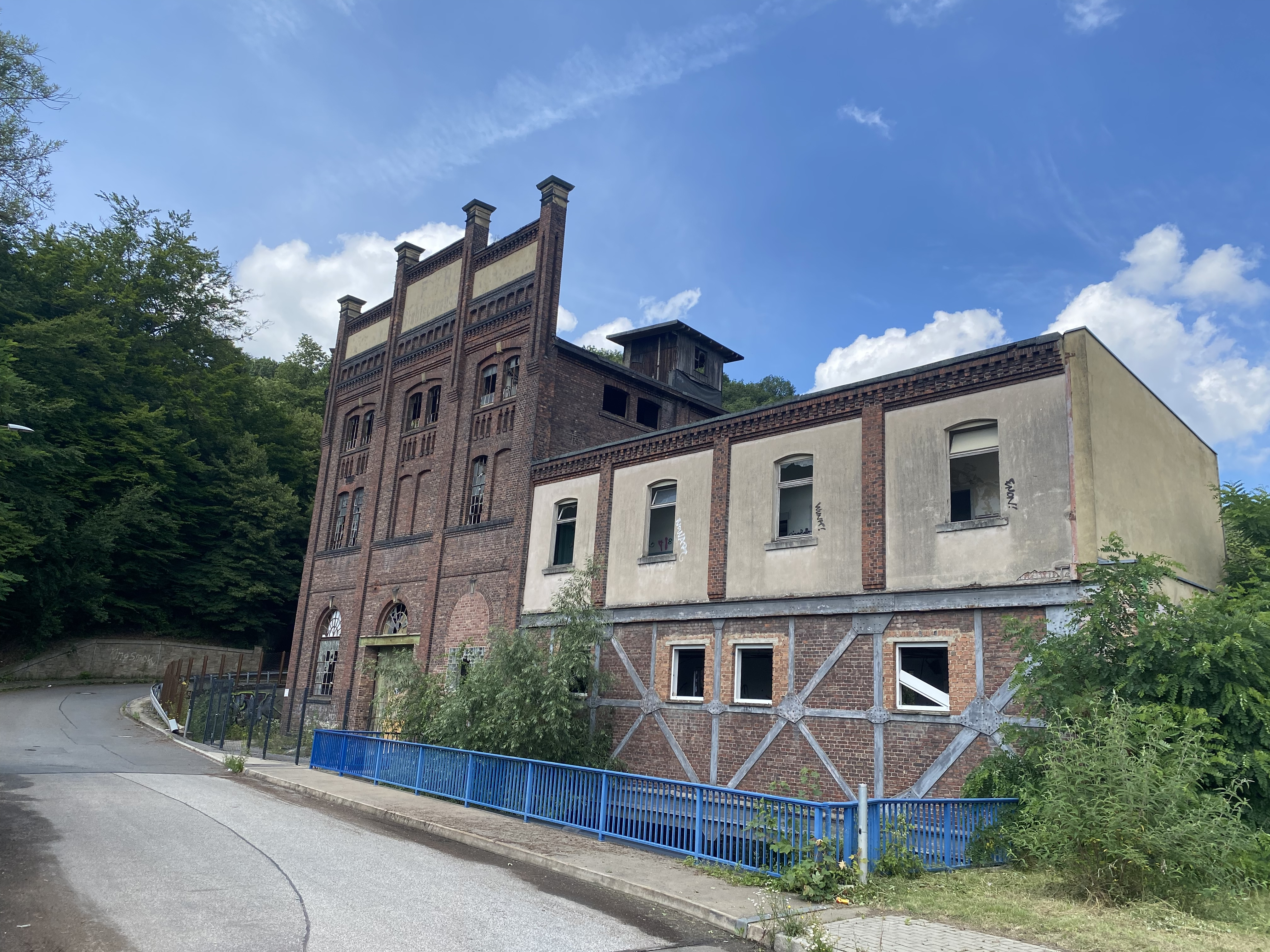
Schraubenfabrik Hunke & Hueck 2021, die Ennepe unter dem Gebäude rechts

Die Schraubenfabrik Funcke & Hueck in der westfälischen Industriestadt Hagen wurde im Jahr 1844  errichtet und produzierte bis in die 1990er Jahre. In ihren Blütejahren arbeiteten hier bis zu 1500 Beschäftigte (1913).

## Lage
Die Anlagen der Schraubenfabrik wurden am Zusammenfluss der Flüsse Ennepe und Volme errichtet. In den 150 Jahren des Bestehens wurden die nach und nach entstehenden Werksteile durch ein System aus Aufzügen, Treppen und Überführungen miteinander verbunden.

## Produktion
1844 wurde hier die erste Dampfmaschine von Hagen aufgebaut, 1850 wurde auch die Produktion von Schienenbefestigungsmaterial aufgenommen, 1860 eine Gesenkschmiede (mit dem ersten Riemenfallhammer Deutschlands) angegliedert.
Der Betrieb wurde 1970 vom Neusser Schraubenhersteller „Bauer & Schaurte“ übernommen, der 1980 nach der Fusion mit den Karcher-Werken (u. a. in Beckingen/Saar) zu „Bauer & Schaurte Karcher GmbH“ (BSK) umfirmiert wurde. 1993 riss Saarstahl sein Tochterunternehmen BSK mit in die Insolvenz, bis die Werke 1994 von der Valois-Gruppe (Frankreich) aufgekauft wurden. Die Unternehmenssektion, welche „Funcke & Hueck“ verkörperte, überlebte die 1990er Jahre offenbar nicht. In diesem Jahrzehnt wurde der besagte Unternehmensteil stillgelegt.

## Besitzer
Gründerväter waren Bernhard Wilhelm Funcke I (1793–1857) und sein Neffe Friedrich Hueck. Wilhelm Funcke I schied bereits im Jahr 1846 aus, sein Sohn Wilhelm Funcke II (1820–1896) führte das Unternehmen mit Friedrich Hueck weiter, später dann Wilhelm Funcke III (1856–1910).
Sehr früh setzte Wilhelm Funcke II auf betriebliche Sozialpolitik (1855 Betriebskrankenkasse, 1869 Arbeitersparkasse, später auch Arbeiterwohnungsbau und Konsumverein).
Der Teilhaber Friedrich Hueck schied Ende des Jahres 1862 aus. 1875 trat Theodor Springmann (1840–1927) als Teilhaber ein.
Nach dem Ausscheiden der Familie Springmann im Jahr 1926 blieb das Unternehmen allein im Besitz der Nachkommen von Wilhelm Funcke III.
Von 1910 bis 1947 führten es die Brüder Wilhelm Funcke IV und Oscar Funcke, danach Fritz Falkenroth (bis 1959) und Wilhelm Harkort (ab 1959), beide Enkel von Wilhelm Funcke III.
2021 wurde das Gebäude von Olivia Aschke und Thomas Schmiedt-Hansen gekauft.

## Zukünftige Nutzung
Unter Federführung von Olivia Aschke, der Geschäftsführerin der Pflegeschule Aschke, sollen im Frühjahr 2022 die Renovierungsarbeiten an der Schraubenfabrik beginnen. Aus der, unter Denkmalschutz stehenden, Fabrik soll ein modernes Pflegezentrum mit Pflegeschule, Übernachtungsmöglichkeiten, Gastronomie und Events entstehen. Eingebettet soll das Pflegezentrum in eine parkähnliche Umgebung werden. Die Umgestaltung des angrenzenden Geländes hat sich die Stadt Hagen zur Aufgabe gemacht.